# Список графов и маркграфов Намюра
Граф Намюра фр. Namur — титул правителя графства Намюр. С 1189 года — маркграф или маркиз Намюра. До 992 года графство называлось Ломм (фр. Lomme).

## Графы Намюра (до 992 — графы де Ломм)
Намюрский дом
- 907—924/946: Беренгер (ум.924/946)
- 924/946 — 974/981: Роберт I (ум.974/981), родственник предыдущего.
- 974/981 — до 1011: Альберт I (ум. до 1011), сын предыдущего.
- до 1011 — до 1031: Роберт II, сын предыдущего.
- до 1031—1063: Альберт II (ум. 1063), брат предыдущего.
- 1063—1102: Альберт III (1027—1102), сын предыдущего.
- 1102—1139: Жоффруа I (1067—1139), сын предыдущего.
- 1139—1190: Генрих I Слепой (1112—1196), также граф Люксембурга (Генрих IV) с 1136.

## Маркграфы Намюра
Фландрский дом, ветвь Эно
- 1189—1195: Бодуэн (Балдуин) I (1150—1195), также граф Эно (Бодуэн V) с 1171, граф Фландрии (Бодуэн VIII) в 1191—1194, племянник предыдущего.

Герб Филиппа I Благородного, графа Намюра

- 1195—1212: Филипп I Благородный (1175—1212), 2-й сын предыдущего.

Дом Куртене
- 1212—1226: Филипп II (1195—1226), племянник предыдущего.
- 1226—1228: Генрих II (1206—1229), брат предыдущего.
- 1228—1237: Маргарита (1194—1270), сестра предыдущего.
- 1237—1256: Бодуэн (Балдуин) II (1217—1273), также император Латинской империи в 1237—1261, брат предыдущей.

Лимбургский (Люксембургский) дом
- 1256—1264: Генрих III Белокурый (1216—1281), также граф Люксембурга с 1247, внук графа Генриха I Намюрского.

В 1263 году император Балдуин II продал свои права на Намюр Ги де Дампьеру. В 1264 году Ги и Генрих Люксембургский заключили договор, по которому Ги женится на дочери Генриха, Изабелле (ок.1247 — 1298), и получает в приданое Намюр. После её смерти Намюр получил Жан I, старший сын Ги от этого брака.
Дом Дампьер, Намюрская линия
- 1263—1298: Ги де Дампьер (1225—1305), также граф Фландрии с 1278, зять предыдущего.
- 1298—1330: Жан I (1267—1330), сын предыдущего и Изабеллы Лимбургской.
- 1330—1335: Жан II (1311—1335), сын предыдущего.
- 1335—1336: Ги II (1312—1336), брат предыдущего.
- 1336—1337: Филипп III (1319—1337), брат предыдущего.
- 1337—1391: Гильом I Богатый (1324—1391), брат предыдущего.
- 1391—1418: Гильом II (1345—1418), сын предыдущего.
- 1418—1429: Жан III (ум. 1429), брат предыдущего.

В 1421 году Жан III продал права Намюр герцогу Бургундии Филиппу III Доброму.
Династия Валуа, Младший Бургундский дом
- 1429—1467: Филипп IV Добрый (1396—1467), герцог Бургундии (Филипп III), граф Бургундии и Артуа (с 1419), маркграф Намюра (с 1429), герцог Брабанта и Лимбурга (с 1430), граф Эно, Голландии и Зеландии (с 1432), герцог Люксембурга (с 1443), сын предыдущего.
- 1467—1477: Карл Смелый (1433—1477), герцог Бургундии, Брабанта, Лимбурга, Люксембурга, граф Бургундии, Артуа, Геннегау, Голландии, Зеландии, маркграф Намюра (с 1467), герцог Гелдерна (c 1473), сын предыдущего.
- 1477—1482: Мария Бургундская (1457—1482), герцогиня Бургундии, Брабанта, Лимбурга, Люксембурга, Гелдерна, графиня Бургундии, Артуа, Геннегау, Голландии, Зеландии, маркграфиня Намюра, дочь предыдущего.